# Parapoynx rugosalis
Parapoynx rugosalis là một loài bướm đêm trong họ Crambidae.